# 梁國新
梁國新（1951年—），自2016年至2023年擔任中華民國駐新加坡代表。赴新加坡前曾擔任中華民國對外貿易發展協會董事長，致力於以新興市場、中國大陸市場及歐美日等已開發市場「三大市場並重」之策略，協助廠商拓展海外市場。

## 簡歷
梁國新自1978年擔任公職以來，歷經國內外各職務，並曾經派駐荷蘭海牙、美國邁阿密及華盛頓。他的工作主要在於國家經濟發展及國際市場拓展，尤其擅長國際經貿法律及貿易談判實務。
他於擔任經濟部常務次長兼經濟部經貿談判代表辦公室總談判代表，以及擔任經濟部政務次長期間，督導推動於2010年簽署「海峽兩岸經濟合作架構協議（ECFA）」、2011年簽署「臺日投資協議」、2012年簽署「海峽兩岸投資保障和促進協議」、2013年先後簽署「臺紐經濟合作協定」及「臺星經濟夥伴協定」，他並曾擔任「兩岸經濟合作委員會」第1次至第3次例會我方首席代表；此外，在其任內，也積極推動與美國及歐盟的經貿關係。
經濟部於2014年2月13日特頒發「一等經濟專業獎章」，以表彰他對促進國家經濟發展之卓著貢獻，為中華民國公務人員受頒該獎章第1人。